# Sentier de grande randonnée 111
Le sentier de grande randonnée 111 (GR 111) fait le tour de l'Essonne.

## Itinéraire
Le sentier part de Saint-Michel-sur-Orge et arrive à Milly-la-Forêt pour un parcours d'une distance d'environ 155 kilomètres.